# Hoplistonychus bondari
Hoplistonychus bondari är en skalbaggsart som beskrevs av Julius Melzer 1930. Hoplistonychus bondari ingår i släktet Hoplistonychus och familjen långhorningar. Inga underarter finns listade i Catalogue of Life.